# Lagmansereds kyrkoruin

Lagmansereds kyrkoruin ligger ett par kilometer från den nuvarande Lagmansereds kyrka i Trollhättans kommun. Den tillhör Bjärke församling (tidigare Lagmansereds församling). 
Kyrkan har en tämligen lång historia. Först byggdes en stavkyrka på platsen; okänt byggnadsår. Den lär dock ha slutat användas och ruttnat redan kring 1350. På dess plats byggdes sedan en ny kyrka mellan 1631 och 1647. Den härjades av bränder ett par gånger. Efter sista branden år 1929 byggdes inte kyrkan upp igen. 
I dag finns bara klockstapeln och en ca 1 meter hög grundmur kvar.